# Halokinese
Halokinese of zoutvloei is het vloeien (stromen, bewegen) van steenzout in de ondergrond. Steenzout (haliet) is een evaporiet, een gesteente dat ontstaat door indamping van zeewater. In droge periodes van de geologische tijdschaal kunnen bij het verdampen van zeewater in binnenzeeën dikke pakketten steenzout en andere evaporieten als gips of anhydriet afgezet worden. Omdat steenzout vergeleken met andere gesteenten relatief zeer makkelijk vloeit, kunnen in deze dikke pakketten geleidelijk grote bewegingen plaatsvinden.

## Gevolgen
Vanwege de relatieve zwakte (kleine schuifweerstand) van zout, kan het voorkomen van zout in de ondergrond voor problemen zorgen bij de aanleg van tunnels of mijnschachten. Zeker wanneer het zout in aanraking met water kan komen, kan het door processen als drukoplossing zeer snel vloeien. Een tunnel door een laag steenzout kan binnen enkele weken geheel dichtgedrukt zijn.
Wanneer de lithostatische druk van bovenliggende gesteentelagen groot is, zal de dikke laag steenzout via zwakke plekken in dat bovenliggende pakket, zoals langs breuken, omhoog beginnen te stromen. Dit gaat meestal in de vorm van diapirisme, waarbij zogenaamde zoutdiapieren gevormd worden, structuren die een paar kilometer groot kunnen zijn. Wanneer het zout zich eenmaal relatief dicht bij het oppervlak bevindt, wordt de druk minder en zal de neiging tot vloeien afnemen.
Wanneer een stuk van de aardkorst onder tektonische spanningen staat, vormt een laag zout een zwakke zone. In een dergelijke zone zal de spanning tot uiting komen door het ontwikkelen van schuifzones en breuken. In de ondergrond van veel gebergtes vormen zoutlagen zogenaamde décollements, zones waarlangs andere gesteenten over elkaar geschoven zijn.